# Wakatsuki Yamato
Wakatsuki Yamato (sinh ngày 18 tháng 1 năm 2002) là một cầu thủ bóng đá người Nhật Bản.

## Sự nghiệp câu lạc bộ
Wakatsuki Yamato hiện đang chơi cho Shonan Bellmare.